# Виланова (Сондрио)
Виланова је насеље у Италији у округу Сондрио, региону Ломбардија.
Према процени из 2011. у насељу је живело 31 становника. Насеље се налази на надморској висини од 697 м.